# Get Back
Get Back (englisch für: „Komm zurück!“, „Kehr um!“) ist ein im Wesentlichen von Paul McCartney verfasstes Lied der britischen Rockband The Beatles, das in Großbritannien am 11. April 1969 als Single veröffentlicht wurde und am 8. Mai 1970 auf dem letzten Album der Band, Let It Be, in einer abweichenden Version erschien. Offiziell wurde das Lied von Paul McCartney und John Lennon komponiert, aber auf der deutschen Erstpressung wurde nur Paul McCartney als Komponist angegeben.

## Entstehungsgeschichte
Der Titel des Liedes kann durchaus programmatisch verstanden werden, da die Beatles zu Beginn des Jahres 1969 der kompositorischen wie technischen Experimente der letzten Jahre ein wenig überdrüssig waren und sich wieder zu simpleren Songstrukturen mit einfachen Arrangements aus Gitarre, Bass und Schlagzeug zurücksehnten. So wurde eine Art Konzeptalbum gleichen Titels angestrebt, das auf große Orchesterarrangements verzichten und sich mehr auf die Wurzeln der Beatles zurückbesinnen sollte. Dessen Veröffentlichung wurde allerdings angesichts diverser Schwierigkeiten innerhalb der Band verschoben, und es erschien erst nach der Trennung der Band unter dem Namen Let It Be.
Das Lied begann als frühe Version unter dem Titel No Pakistanis als satirischer und kritischer Blick auf die Haltung gegenüber Einwanderern in Großbritannien und der Ausländerpolitik der britischen Regierung. Paul McCartney wollte die negativen Einstellungen parodieren, die unter Politikern und der Presse vorherrschten. Diese Versionen wurden auf Bootlegs veröffentlicht, was dazu führte, obwohl es satirisch gemeint war, dass gegen McCartney jahrelang Rassismusvorwürfe erhoben wurden. McCartney äußerte sich 1986 dazu: „Wenn es eine Gruppe gab, die nicht rassistisch war, dann waren es die Beatles.“

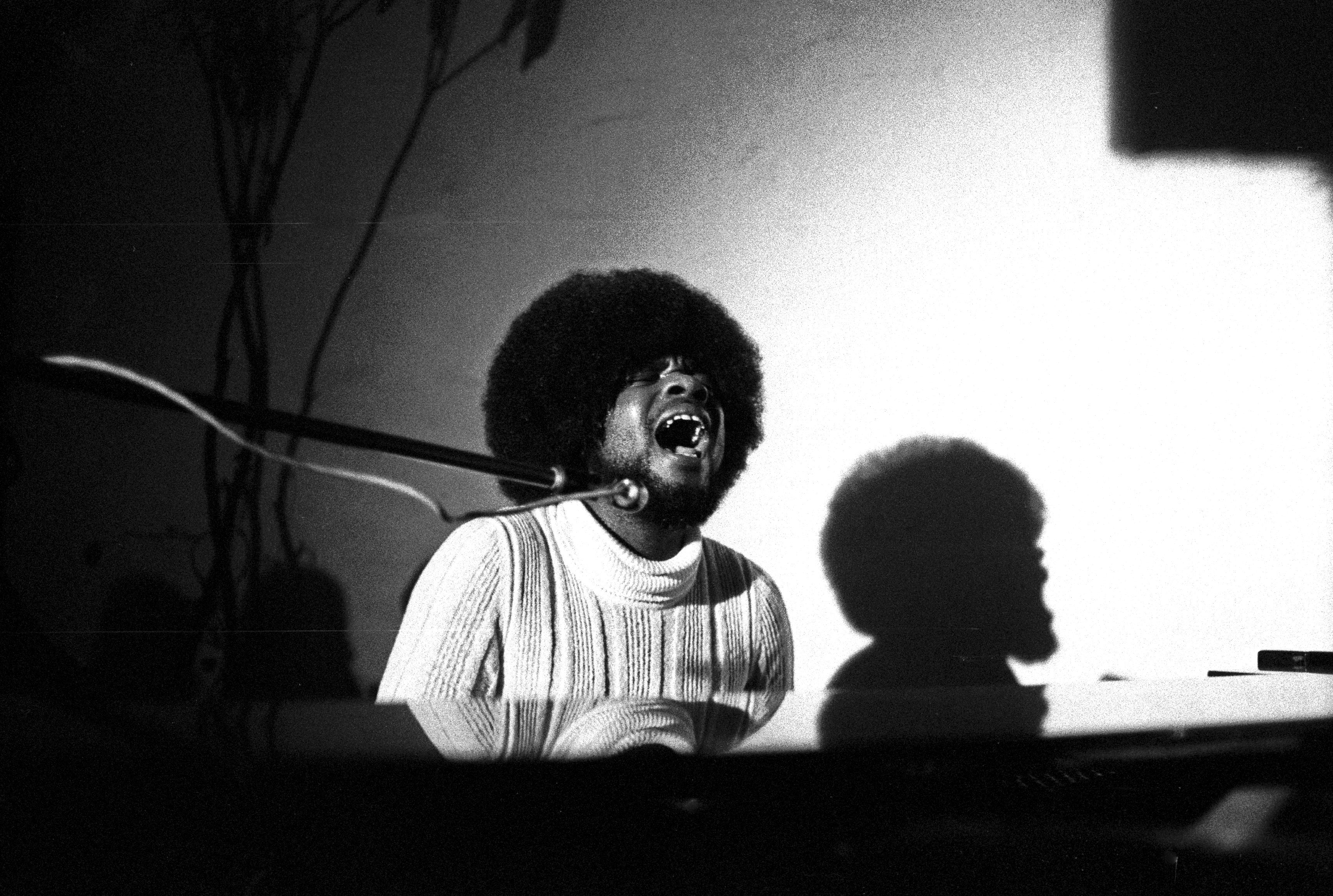
Billy Preston wurde als weiterer Interpret bei der Single Get Back aufgeführt

Die Single Get Back / Don’t Let Me Down erschien am 11. April 1969 in Großbritannien (USA: 5. Mai, Deutschland: 21. April) und erreichte in den drei Ländern die Nummer-eins-Position der jeweiligen Charts und wurde ihr 16. Nummer-eins-Hit in Großbritannien und 17. in den USA, in Deutschland wurde es ihr neunter Nummer-eins-Hit. Die Veröffentlichung der Single erfolgte unter der Interpretenbezeichnung The Beatles with Billy Preston. So wurde ein Gastmusiker der Beatles erstmals als Mitinterpret explizit erwähnt, andererseits wurden weder George Martin noch Glyn Johns als Produzenten auf dem Label genannt.
John Lennon sagte 1980 über den Text von Get Back: „Ich denke, es gibt etwas Grundlegendes über Yoko drin. Sie wissen: 'Geh zurück zu dem, wo du einst hingehört hast.' Jedes Mal, wenn er die Zeile im Studio sang, schaute er sich Yoko an. Vielleicht wird er sagen, ich bin paranoid. Wissen Sie, er kann sagen: 'Ich bin ein normaler Familienmensch, diese beiden sind Freaks.“
Paul McCartney äußerte sich zu dem Text, wie folgt: „Viele Leute haben seitdem behauptet, der Jo Jo zu sein, und sie sind es nicht, lassen Sie mich das klarstellen! Ich hatte keine besondere Person im Sinn, wieder war es eine fiktive Figur, halb Mann, halb Frau, alle sehr zweideutig. Ich habe die Dinge oft mehrdeutig gelassen, das mache ich gerne in meinen Songs.“

## Aufnahme

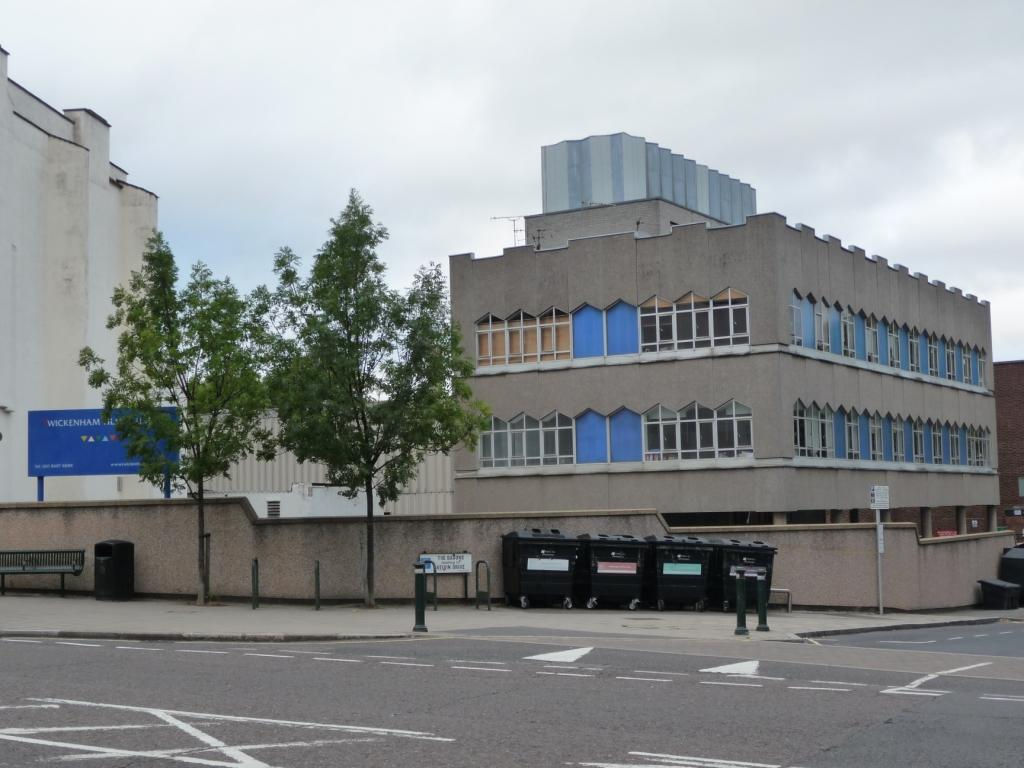
Twickenham Film Studios

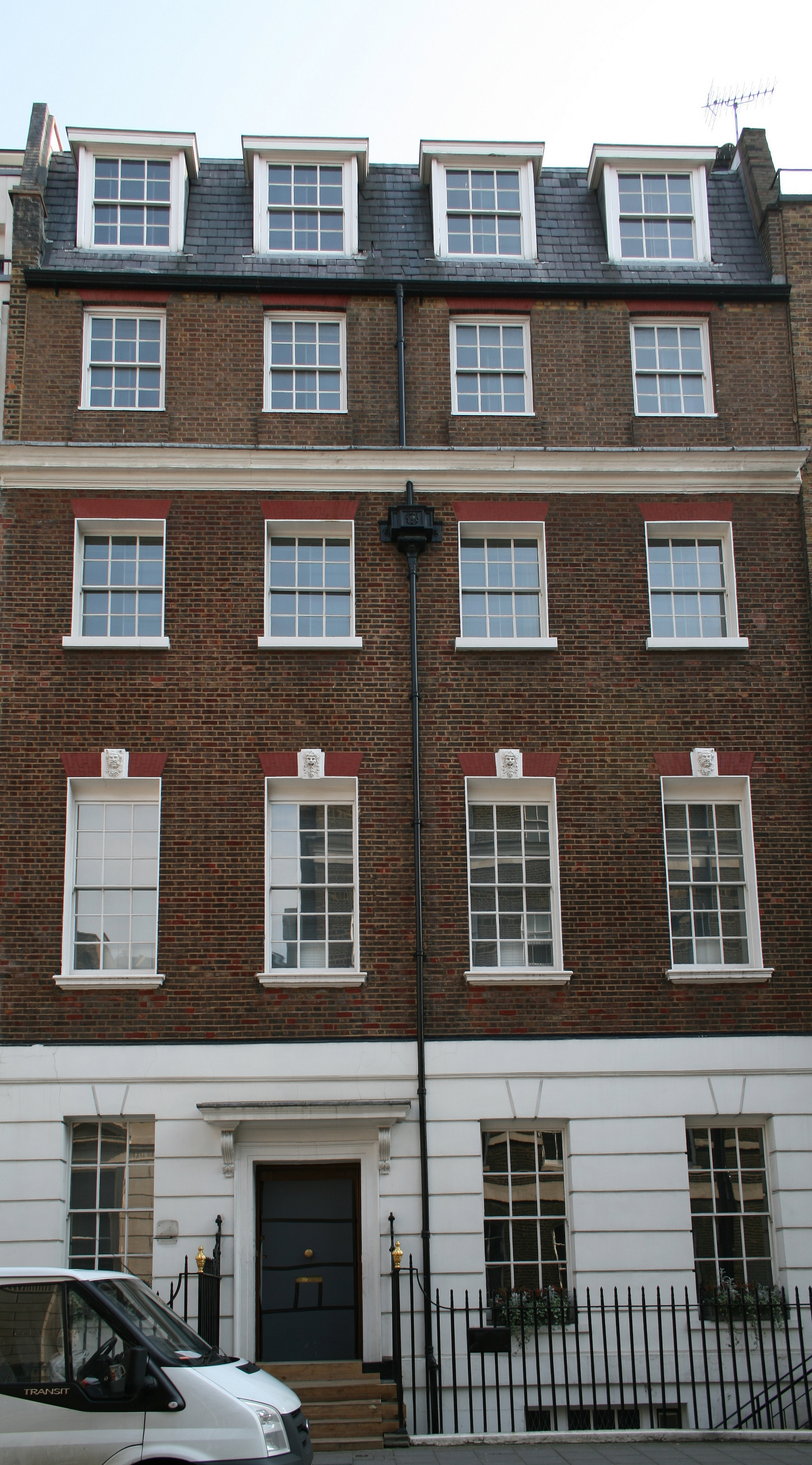
Savile Row 3, Ort des letzten Liveauftrittes

Die Aufnahmen des Liedes Get Back erfolgten ab dem 7. Januar 1969 während der Filmaufnahmen zum späteren Dokumentarfilm Let It Be in den Twickenham Film Studios auf Nagra-Tonbändern in Mono. Weitere Sessions des Liedes fanden am 9., 10. und 13. Januar statt. Während der zahlreichen Jamsessions im Rahmen der Aufnahmen improvisierte McCartney einige textliche Varianten für das Lied, für das er auch die Hauptstimme sang. John Lennon sang lediglich in den Refrains mit. Es wurde auch eine Version mit deutschem Text aufgenommen, deren Text jedoch weitgehend sinnfrei ist.
Get Back wurde ab dem 21. Januar 1969 in den Londoner Apple Studios in der Savile Row Nr. 3 mit George Martin als Produzenten aufgenommen. Weitere Aufnahmen folgten am 23., 24., 27., 28., 29. und 30. Januar. Glyn Johns war der Toningenieur der Aufnahmen. Als George Martin fragte, wie das Lied heißt, sagte Paul McCartney: „Shit, Shit Take One“. Sämtliche Aufnahmen wurden live ohne Overdubs eingespielt. Neben den Beatles wirkte Billy Preston am Fender Rhodes mit.
Am 30. Januar begab sich die Gruppe auf das Dach des Apple-Gebäudes und spielte dort – unterstützt von Billy Preston am Keyboard – das sogenannte Rooftop Concert. Gespielt wurden die Lieder Get Back (3 Mal), Don’t Let Me Down (2 Mal), I’ve Got a Feeling (2 Mal), One After 909 (1 Mal) und Dig a Pony (1 Mal). George Martin war wiederum Produzent und Glyn Johns Toningenieur.
Am 5. Februar stellte Glyn Johns eine vorläufige Stereoabmischung der Liveversion von Get Back der Rooftop Concert-Aufnahme her.
Am 6. April 1969 spielten die Radio-DJs Alan Freeman und John Peel erstmals im Radio eine Acetatsingle von Get Back, doch Paul McCartney war mit dieser Abmischung noch nicht zufrieden.
Am 7. April 1969 stellten dann Glyn Johns und Paul McCartney in den Olympic Sound Studios die endgültigen Monoabmischungen für Großbritannien und die Stereoabmischungen der Single Get Back / Don’t Let Me Down fertig. Die Singleversion enthält eine Aufnahme (Take 11) des Liedes vom 27. Januar, wobei das Ende des Liedes von einer Aufnahme vom 28. Januar (Take 19) stammt.
Im April und Mai 1969 stellte Glyn Johns in den Olympic Sound Studios die erste Fassung des Albums Get Back fertig, auf diesem befindet sich die Single-Version vom 27. und 28. Januar von Get Back. Am 5. Januar 1970 wurde die zweite Fassung vom Get Back-Album von Glyn Johns in den Olympic Sound Studios hergestellt, auf dieser befindet sich ebenfalls dieselbe Version von Get Back. Beide Versionen des Albums von Glyn Johns wurden von den Beatles abgelehnt.
Im März 1970 erhielt Phil Spector von John Lennon, George Harrison und Allen Klein den Auftrag, das Album endgültig fertigzustellen. Am 26. März mischte Spector in den Abbey Road Studios mit Hilfe des Toningenieurs Peter Brown das Lied Get Back neu ab, er verwendete nicht die editierte Singleversion vom 27./28. Januar 1969, sondern nur die Studio-Einspielung vom 27. Januar (ohne den Endteil vom 28. Januar) und fügte dem Lied einen Spruch von John Lennon vor: „Sweet Loretta Fart she thought she was a cleaner but she was a frying pan“ (übersetzt: „Süße Loretta Furz, sie dachte, sie wäre eine Putzfrau / ein Reinigungsmittel, aber sie war eine Bratpfanne“). Lennon parodiert hier den Anfang der zweiten Strophe des Liedes Get Back von McCartney: „Sweet Loretta Martin thought she was a woman, but she was another man“. Die Spector-Fassung von Get Back endet mit einem Kommentar Lennons vom Auftritt auf dem Dach des Apple-Gebäudes: “I’d like to say ‘thank you’ on behalf of the group and ourselves, and I hope we passed the audition!” Er bedankt sich tautologisch im Namen der Gruppe und ihrer selbst (“on behalf of the group and ourselves”) und hofft ironisch, dass die Band das Probespiel bestanden hat (“passed the audition”). Er nimmt dabei indirekt Bezug auf die sogenannte ‚Decca Audition‘, bei der die Beatles 1962 von der Plattenfirma Decca abgelehnt wurden. Diese Ablehnung gilt als eine der größten Fehlentscheidungen der Musikgeschichte.
Besetzung
- John Lennon: Leadgitarre, Hintergrundgesang
- Paul McCartney: Bass, Gesang
- George Harrison: Rhythmusgitarre
- Ringo Starr: Schlagzeug
- Billy Preston: Elektrisches Klavier (Rhodes Piano)

## Veröffentlichungen
- Am 11. April 1969 wurde die Single Get Back (Singleversion) / Don’t Let Me Down veröffentlicht. Die Singleversion wurde in den darauffolgenden Jahren auch auf den Kompilationsalben 1967–1970 (1973), 20 Greatest Hits (1982), Past Masters (1988) und 1 (2000) veröffentlicht.
- Am 8. Mai 1970 erschien in Deutschland das 17. Beatles-Album Let It Be, auf dem Get Back (Albumversion) enthalten ist. In Großbritannien wurde das Album ebenfalls am 8. Mai veröffentlicht, dort war es das 13. Beatles-Album. In den USA erschien das Album zehn Tage später, am 18. Mai 1970, dort war es das 20. Album der Beatles.
- In den darauffolgenden Jahren wurde Get Back für folgende Kompilationsalben der Beatles verwendet: 1967–1970 (1973), 20 Greatest Hits (1982) und 1 (2000).
- Am 25. Oktober 1996 wurde das Kompilationsalbum Anthology 3 veröffentlicht, auf dem sich eine Version von Get Back befindet. Hierbei handelt es sich um die dritte Version, die am 30. Januar 1969 auf dem Dach des Apple-Gebäudes gespielt und aufgenommen wurde.
- Am 14. November 2003 erschien das Album Let It Be… Naked auf diesem befindet sich eine Neuabmischung der ursprünglichen Albumversion vom 27. Januar 1969 von Allan Rouse, Paul Hicks und Guy Massey. Hierbei handelt es sich um den Take 11, so wie er ursprünglich aufgenommen wurde, es erfolgte keine Bearbeitung des Endes.[9]
- Am 6. November 2015 wurde das Album 1 zum zweiten Mal wiederveröffentlicht. Dabei sind bei einigen Liedern, die von Giles Martin und Sam Okell neu abgemischt wurden, deutlich hörbare Unterschiede zu vernehmen. Bei Get Back wurde das Schlagzeug nun mittig gesetzt.[10][11]
- Am 15. Oktober 2021 erschien die 50-jährige Jubiläumsausgabe des Albums Let It Be. Auf den Deluxe-Editionen und der 2-CD-Version dieses Albums wurde der Take 19 des Liedes vom 28. Januar 1969 veröffentlicht. Weiterhin beinhaltet die Deluxe-Edition die von Glyn Johns abgemischte Singleversion und Take 8.[12]
- Am 28. Januar 2022 erschien das von Giles Martin und Sam Okell abgemischte Livealbum Get Back:The Rooftop Performance auf dem sich die drei Liveversionen von Get Back befinden.
- Am 10. November 2023 wurde das Kompilationsalbum 1967–1970 erneut wiederveröffentlicht. Auf diesem befindet sich Get Back in der von Giles Martin und Sam Okell 2015 neu abgemischten Version.
- Auf den Livealben von Paul McCartney Tripping the Live Fantastic (1990), Good Evening New York City (2009), und Amoeba Gig (2019) befinden sich jeweils Liveversionen von Get Back.

## Kommerzieller Erfolg

### Chartplatzierungen
Die Single kam in England am 23. April 1969 in die britische Hitparade als Nr. 3 und war ab dem 30. April 1969 fünf Wochen lang die Nr. 1. In folgenden Ländern war Get Back ebenfalls an der Spitze: Kanada, Deutschland, Frankreich, Spanien, Norwegen, Dänemark, Niederlande, Belgien, Malaysia, Singapur, Australien, USA und Neuseeland.
| ChartsChartplatzierungen       | Höchstplatzierung | Wochen/ Monate |
| ------------------------------ | ----------------- | -------------- |
| Deutschland (GfK)              | 1 (3,5 Mt.)       | 3,5 Mt.        |
| Österreich (Ö3)                | 1 (3 Mt.)         | 3 Mt.          |
| Schweiz (IFPI)                 | 1 (11 Wo.)        | 11 Wo.         |
| Vereinigte Staaten (Billboard) | 1 (12 Wo.)        | 12 Wo.         |
| Vereinigtes Königreich (OCC)   | 1 (20 Wo.)        | 20 Wo.         |

| ChartsJahrescharts (1969)      | Platzierung |
| ------------------------------ | ----------- |
| Deutschland (GfK)              | 26          |
| Österreich (Ö3)                | 19          |
| Schweiz (IFPI)                 | 6           |
| Vereinigte Staaten (Billboard) | 25          |

### Auszeichnungen für Musikverkäufe
| Land/Region                  | Auszeichnungen für Musikverkäufe (Land/Region, Auszeichnung, Verkäufe) | Verkäufe  |
| ---------------------------- | ---------------------------------------------------------------------- | --------- |
| Vereinigte Staaten (RIAA)    | 2× Platin                                                              | 2.000.000 |
| Vereinigtes Königreich (BPI) | Silber                                                                 | 530.000   |
| Insgesamt                    | 1× Silber · 2× Platin ·                                                | 2.530.000 |

Hauptartikel: The Beatles/Auszeichnungen für Musikverkäufe

## Coverversionen (Auswahl)
Es wurden über 210 Coverversionen von Get Back veröffentlicht.
Hier eine Auswahl:
- Amen Corner – 1969 als Single und auf dem Album Farewell to the Real Magnificent Seven
- Al Green – 1970 auf dem Album Green is Blues
- Elton John – 1993 auf dem Album Tribute to the Beatles
- Ike & Tina Turner – 1971 auf dem Album Workin’ Together
- Rod Stewart – 1976 auf dem Soundtrack zum musikalischen Dokumentarfilm All This and World War II und als Singlehit
- Elvis Presley sang das Lied Anfang der 1970er Jahre regelmäßig bei seinen Konzerten in einem Medley mit Little Sister
- Laibach – 1988 auf dem Album Let It Be